# Robert Kanigher
Robert Kanigher (* 18. Juni 1915; † 6. Mai 2002) war ein US-amerikanischer Comicautor. Kanigher wurde vor allem als Schöpfer der Comicfigur The Flash bekannt.

## Leben und Werk

### Frühe Jahre (1915–1945)
In den 1930er Jahren begann Kanigher Gedichte und Artikel in Zeitschriften zu veröffentlichen. 1932 gewann Kanigher den von der New Yorker Tageszeitung The New York Times veranstalteten "Collegiate Short Story Contest", einen Schreibwettbewerb für Kurzgeschichten. In der Folge verfasste er einige Hörspiele für das Radio sowie einige Bühnenstücke.
Als Autoren, die ihn beeinflusst haben, nannte Kanigher James Joyce, Sophokles, Sigmund Freud, Shakespeare, Gorki und Dostojewski.
In den 1940er Jahren begann Kanigher für verschiedene Verlage Comichefte zu verfassen. So schrieb er für das "Fox Feature Syndicate" die Serie Blue Beetle, für MLJ (später Archie Comics) Steel Sterlin und The Web, für Fawcett Comics Captain Marvel Adventures. 1943 verfasste er außerdem die Abhandlung "How to Make Money Writing for Comics" einem der ersten Sekundärwerke, die sich mit dem Medium Comic befassten. Da die Verkaufszahlen annähernd zufriedenstellend waren, folgte noch im selben Jahr mit "How to Make Money Writing for Radio" ein Pendant für das akustische Medium.

### Kanighers Jahre bei DC (1945–1987)
1945 begann Kanigher für DC Comics zu schreiben. Binnen kurzer Zeit übernahm er zudem editorische Aufgaben. In den 1940er und frühen 1950er Jahren schrieb er Serien wie Justice Society of America, Hawkman, Green Lantern und Wonder Woman. Letzteren Titel edierte er auch. Als Autor schuf er zu dieser Zeit zudem zahlreiche populäre Charaktere wie die Superheldin Black Canary, die bis heute als eine der Titelheldinnen der Serie Birds of Prey vermarktet wird, die schizophrene Verbrechensbekämpferin "The Thorn" oder die anarchische "Harlequin".
Ab 1952 edierte und schrieb Kanigher DC Comics Kriegscomicserien G.I. Combat, Our Army at War, Our Fighting Forces, All-American Men of War und Star-Spangled War Stories. Für diese Serien schuf er unter anderem die Charaktere Sergeant Rock (gemeinsam mit dem Zeichner Joe Kubert), Enemy Ace und The Unknown Soldier, sowie die Reihe The Haunted Tank, die alle nicht nur eigene fortlaufende Feature innerhalb verschiedener Reihen erhielten, sondern im Laufe der Jahre auch allesamt zu den Protagonisten von eigenen, nach ihnen benannten fortlaufenden Comicserien und/oder Comicromanen erhoben wurden. 1956 begann Kanigher die Serie "The Flash" zu schreiben die sein kommerziell erfolgreichstes und künstlerisch wirkungsreichstes Werk werden sollte (siehe Abschnitt: Kanighers "Roter Blitz").
Darüber hinaus verfasste er zahllose Romantik- und Liebescomics, Horror- und Science-Fiction-Comics, sowie Westerncomics wie Trigger Twins.
Für die Anthologieserie Showcase schuf Kanigher die leidlich erfolgreiche Reihe Sea Devils um eine Gruppe von abenteuerlustigen Tiefseetauchern. Weitere Schöpfungen die Kanigher der Showcase-Reihe beisteuerte waren die im skandinavischen Mittelalter angesiedelte Reihe Viking Prince, die obskuren Abenteuer des Baloon Buster und vor allem ab 1962 die künstlerisch vielbeachtete Science-Fiction-Reihe Metal Men (ab Showcase #37), die die wechselvollen Erlebnisse einer Gruppe denkender und fühlender Roboter und ihres Schöpfers, Professor Magnus, erzählt. Für die Serie Batman schuf er zudem die auch außerhalb des Mediums weithin bekannt gewordene Figur der Ökoterroristin Poison Ivy.
1974 schuf Kanigher den von der Kritik vielgelobten Comicroman "Rima the Jungle Girl" um ein im afrikanischen Dschungel lebendes Mädchen. Hinzu kam in den späten 1970er Jahren die ungewöhnliche Serie Ragman, eine Verbindung der jüdischen Kabbalistik mit dem klassischen amerikanischen Superheldencomic im Gewandt einer Mystik-Comicserie.
Erst 1987 stellte Kanigher seine Arbeit an DCs Kriegscomicserien ein: Die Reihen Sergeant Rock und Haunted Tank hatte er zu diesem Zeitpunkt jeweils weit über 20 Jahre geschrieben.

#### Kanighers "Roter Blitz"
Kanighers zweifellos wichtigste Schöpfung war jedoch der Superheld "The Flash". Dieser basierte auf dem bereits während des Zweiten Weltkrieges geschaffenen Charakter "The Flash", alias Jay Garrick. Kanigher übernahm das Konzept eines Mannes der in der Lage ist mit "Supergeschwindigkeit" zu rennen, veränderte jedoch sowohl die Geheimidentität des Flash – der fortan nicht mehr der Geschäftsmann Jay Garrick, sondern der Polizeiwissenschaftler Barry Allen war – als auch dessen optisches Erscheinungsbild, die Hintergrundgeschichte und die Kulisse vor der seine Abenteuer spielten. Die von Kanigher ersonnene und von seinem Partner, dem Zeichner Carmine Infantino in impressionistisch-gradlinigen Bildern gestaltete Welt des Flash wurde dabei erstmals in Showcase #4 von 1956 einer breiten Leserschaft vorgestellt. Dabei erwies sich das Konzept als derart populär, dass auf dem amerikanischen Comicmarkt eine "Superhelden-Renaissance" ausbrach in deren Zuge Dutzende Serien wiederbelebt wurden (darunter Green Lantern, The Atom und Hawkman) sowie zahlreiche neue Serien wie Spider-Man, The Hulk und X-Men neu geschaffen wurden.
Als Autor der Flash-Serie schuf Kanigher so bekannte Comicbösewichte wie den geisteskranken Zeitreisenden Abrakadabra, der sich aufgrund der ihm zur Verfügung stehenden überlegenen Technik irrtümlich für einen Zauberer hält, den düsteren Adepten okkulter Rituale Doctor Alchemy, den findigen Dieb Shadow Thief und vor allem die chaotisch-sympathischen, jugendgerechten "Kindergeburtstagsschurken" der "Rogue Gallery" von denen jeder mit einem typisierenden, trashigen Gimmick ausgestattet ist: Captain Cold mit einer Eispistole, der Weather Wizard mit einem Zauberstab der ihn das Wetter kontrollieren lässt, der Trickster mit allerlei Karnevalsutensilien wie Gummihühnern, The Top mit einem Drehkreisel, Heat Wave mit einer Flammenpistole, Pete Piper mit einer magischen Flöte, der Rainbow Raider mit einem gedankenkontrollierten begehbaren Regenbogen und Captain Boomerang mit australischen Wurfstöcken. Hinzu kamen die Heimatstadt des Flash, Central City, sowie seine Verlobte, Iris West und der unvermeidliche Juniorpartner, Kid Flash.

## Der Privatmann
Gemeinsam mit seiner Ehefrau Benrice hatte Kanigher zwei Kinder – Jan Kanigher und Evan Kanigher. Abseits seiner beruflichen Tätigkeit beschäftigte er sich mit Fechten, Skifahren, Aktionsmalerei und dem Verfassen von Gedichten.
| Personendaten    | Personendaten                |
| ---------------- | ---------------------------- |
| NAME             | Kanigher, Robert             |
| KURZBESCHREIBUNG | US-amerikanischer Comicautor |
| GEBURTSDATUM     | 18. Juni 1915                |
| STERBEDATUM      | 6. Mai 2002                  |